# Leszczyński
A família Leszczyński (no feminino: Leszczyńska) foi uma proeminente família nobre polaca. Eles eram grandes magnatas da Comunidade Polaco-Lituana.